# Jazeneuil
Jazeneuil település Franciaországban, Vienne megyében. Lakosainak száma 797 fő (2022. január 1.). Jazeneuil Curzay-sur-Vonne, Lusignan, Rouillé és Boivre-la-Vallée községekkel határos.

## Népesség
A település népességének változása:
| Lakosok száma | 850  | 824  | 828  | 804  | 793  | 783  | 788  | 792  | 797  |
|               | 2013 | 2015 | 2016 | 2017 | 2018 | 2019 | 2020 | 2021 | 2022 |